# 셈라

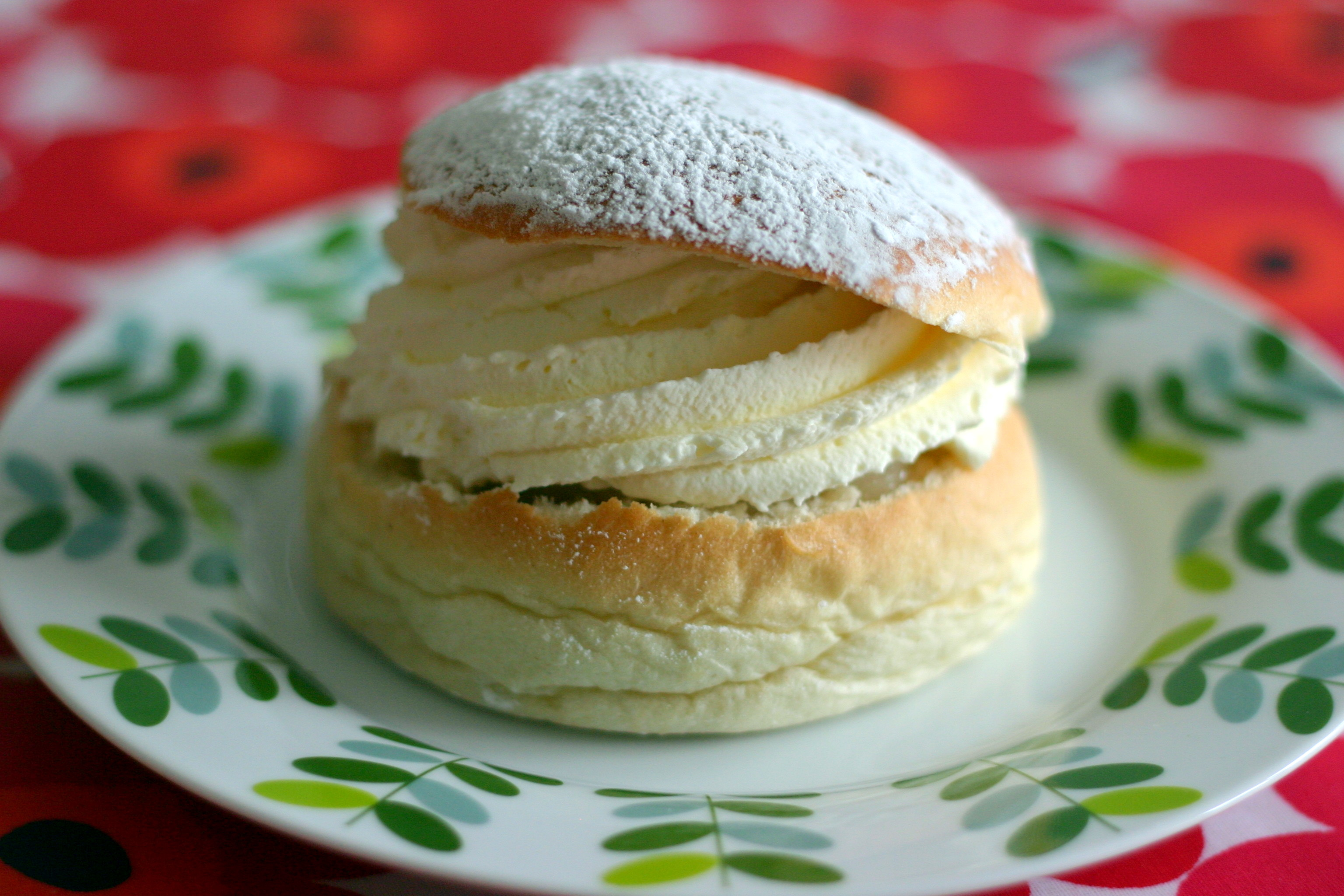
셈라

셈라(스웨덴어: Semla)는 북유럽의 전통적인 디저트로, 스웨덴에서는 번 안에 달콤한 생크림을 듬뿍 넣어 먹는 디저트이다.

## 같이 보기
- 크림빵